# دان ماكفيل
دان ماكفيل (بالإنجليزية: Dan McPhail)‏ (9 فبراير 1903 في المملكة المتحدة - 1 أكتوبر 1987 بلنكولن في المملكة المتحدة) هو لاعب كرة قدم بريطاني (وحمل سابقاً جنسية المملكة المتحدة لبريطانيا العظمى وأيرلندا) في مركز حراسة المرمى. لعب مع نادي بورتسموث ونادي فالكيرك ولينكولن سيتي أف سي ونادي لانارك الثالث.